# Gerhard Fackler
Gerhard Fackler (Ichenhausen, 1946) is een Duits dirigent, tussen 1975 en 1978 chefdirigent van het Frysk Orkest.
Als basis diende zijn opleiding aan het gymnasium in Augsburg. Op muziekgebied kreeg hij zijn opleiding aan het Universität Mozarteum Salzburg en daarna van Bernard Baumgartner. Na het afronden van zijn studie in 1969 begon zijn dirigentenloopbaan in Verona bij het stadsorkest aldaar. Hij zou er drie jaar verblijven.
In 1974 ging het Frysk Orkest op zoek naar een dirigent, die Libor Pešek moest gaan opvolgen. In dat jaar had Fackler dat orkest geleid tijdens een concert in Apeldoorn. Hij werd vanaf september 1974 teruggevraagd als zodanig om deel uit te maken van een gezelschap dirigenten waaruit het orkest een nieuwe chefdirigent ging kiezen. Concurrenten waren Maarten Smit en Farhard Mechkat. Het orkest was er snel uit, al in november 1974 maakte het orkest haar keus; het werd Fackler. In januari 1978 gaf hij aan, dat dat zijn laatste seizoen was. Hij zag onvoldoende carrièremogelijkheden en keerde in juli 1978 terug naar Duitsland. Toen hij wegging, stelde het Frysk Orkest geen vaste dirigent aan, ze werkte voor één seizoen uitsluitend met gastdirigenten waaronder David Porcelijn en Zsolt Deáky, die het jaar daarop wel vaste dirigent werd.
Hij was gedurende die Friese jaren ook vaste gastdirigent bij de Koninklijke Vlaamse Opera in Antwerpen en Gent (1974-1984). Hij stond vanaf 1972 in de functie van gastdirigent voor tal van orkesten zoals de Symphonie-Orchester Graunke, Orchestre de la Suisse Romande, Stuttgarter Philharmoniker en Nürnberger Symphoniker. In 2024 is hij al enige jaren dirigent van de Neue Schwäbische SInfonie, opgericht in 1986 te Schwaben (Beieren). Gerhard heeft een kleine discografie.
Zijn vader ondernemer Georg Fackler is de oprichter van Chorsgemeinschaft Ichenhausen (1969) en was locoburgemeester van Ichenhausen tussen 1980 en 1984.
- CiNii: DA18842335
- Gemeinsame Normdatei: 134369734
- Library of Congress Control Number: no88003400
- Nationale Bibliotheek van Letland: 000100705
- MusicBrainz: dcd80649-4e6f-4f7e-afd5-8692824a8878
- Nationale Bibliotheek van Israël: 987007410265905171
- Virtual International Authority File: 264976633